# Claire Bernhardt
Claire Bernhardt (* 9. Januar 1860 in Breslau; † 24. August 1909 ebenda) war eine deutsche Schriftstellerin.

## Leben
Sie heiratete schon in jungen Jahren den Kaufmann und späteren Fabrikdirektor Bernhardt, mit dem sie nach Kreuzburg in Oberschlesien zog. Erst 1905 zog sie wieder nach Breslau zurück, wo sie vier Jahre später verstarb.
Bernhardt verfasste zunächst Novellen, Reisebriefe und weitere kleine Werke für verschiedene schlesische Zeitungen. Zudem entstanden mehrere Dramen. Ab 1905 wurden Werke von ihr von Verlagen veröffentlicht, darunter mit Johanniskind 1907 auch ihr erster Roman. Ihr Roman Der halbe Mensch. Die Tragödie des dritten Geschlechts durfte in Dresden zunächst nicht veröffentlicht werden und wurde konfisziert, später jedoch freigegeben.

## Werke
- Evoë. Noveletten und Skizzen. Thielmann, Kreuzberg (Oberschlesien) 1905.
- Die Sehnsucht zog aus. Novellen. 1906.[3]
- Johanniskind. Roman. Kraut, Dresden 1907.
- Der halbe Mensch. Die Tragödie des dritten Geschlechts. Roman. Diegmann, Dresden 1907.
- Allsiegerin Venus. Novellen. Diegmann, Dresden 1908.
- Himmlische und irdische Liebe. Roman. Hofmann, Berlin 1909.